# Courbeveille
 Courbeveille  es una población y comuna francesa, en la región de Países del Loira, departamento de Mayenne, en el distrito de Laval y cantón de Saint-Berthevin.

## Demografía
| 457 | 423 | 416 | 503 | 487 | 488 |
| Para los censos de 1962 a 1999 la población legal corresponde a la población sin duplicidades (Fuente: INSEE [Consultar]) |     |     |     |     |     |